# 烏努奇基
51°37′57″N 31°5′6″E / 51.63250°N 31.08500°E

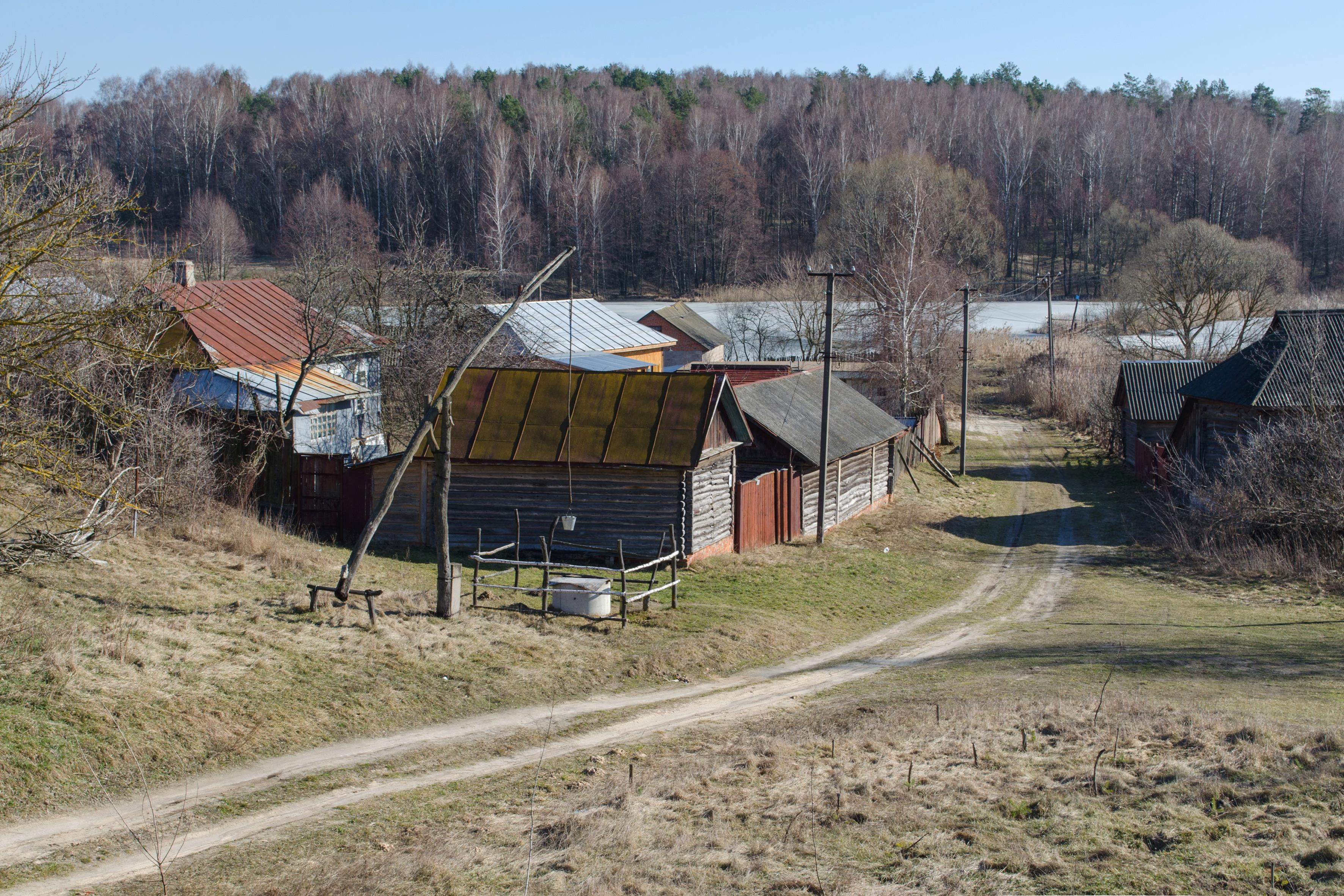

烏努奇基（烏克蘭語：Унучки），是烏克蘭北部切爾尼希夫州切爾尼希夫區新比洛乌斯市镇的村落。始建於1690年，面積0.62平方公里，海拔高度139米，2001年人口101，人口密度每平方公里163.4人。